# 엘리스 리브스크
엘리스 리브스크(Elyse Levesque, 1985년 9월 10일 ~ )는 캐나다의 배우이다.

## 출연 작품
- 컨테인먼트 (2015)
- 피싱 네이키드 (2015)
- 자유의 아들들 (2013)
- 슬럼버 파티 슬로터 (2012)
- SGU 스타게이트 유니버스 키노 (2009)
- SGU 스타게이트 유니버스 (2009)
- 잃어버린 세계를 찾아서 2 : 지구 속 여행 (2008)
- 스톰 셀 (2008)
- 노말 (2007)
- 마스터즈 오브 호러 시즌 2 에피소드 11 - 검은 고양이 (2007)
- 더 로스트 엔젤 (2005)
- 스몰빌 (2001)